# (33013) 1997 FZ
1997 FZ (asteroide 33013) é um asteroide da cintura principal. Possui uma excentricidade de 0.09648040 e uma inclinação de 0.54762º.
Este asteroide foi descoberto no dia 28 de março de 1997 por Beijing Schmidt CCD Asteroid Program em Xinglong.